# Isaías Marques Soares
Isaías Marques Soares, meglio conosciuto come Isaías (Rio de Janeiro, 17 novembre 1963), è un ex calciatore brasiliano, di ruolo attaccante.

## Carriera

### Club
Ha giocato con vari club, tra cui Benfica e Coventry City.

## Palmarès
- Campionato portoghese: 2

Benfica: 1990-1991, 1993-1994